# فابریس آپروزه
فابریس آپروزه (انگلیسی: Fabrice Apruzesse؛ زادهٔ ۸ مهٔ ۱۹۸۵) بازیکن فوتبال اهل فرانسه است.
از باشگاه‌هایی که در آن بازی کرده‌است می‌توان به باشگاه فوتبال المپیک مارسی اشاره کرد.